# Bartol II. Krški (Frankopan)
Bartol II. Krški ali Krški grof (*? — Krk, † okoli 1224),  je bil hrvaški plemič,  iz hrvaške plemiške rodbine Frankopanov. Prvič se omenja kot ena od prič v darovnici krškega škofa Ivana iz leta 1186. Pri njegovem imenu je napis »brat grofov«. Na tej osnovi se je najprej menilo, da je bil mlajši brat Bartola I. in Vida I. in sin iz drugega zakona grofa Dujma I. Krškega. Zanimivo je, da ni nosil naslov krških grofov, zato prevladuje mnenje, da mu bratje niso hoteli priznavati njegov del grofovstva, zaradi česar naj bi zapustil otok Krk in šel v službo hrvaško-ogrskega kralja Bele III., ki naj bi mu po ponarejeni listini iz leta 1193 za njegovo zvesto služenje v dedni fevd podaril Modruško županijo, a Bartol se je zavezal mu služiti z 10 oklepnimi konjeniki znotraj države ali z 4 oklepnimi konjeniki izven državnih meja. Prav tako naj bi bil po ponarejeni kraljevi listini iz leta 1209 zagotovil nasledstvo Modruške županije Vidu II., kar naj bi bilo potrjeno z listino ogrskega kralja Andreja II. 
Bartol II. Krški (Frankopan) je umrl brez potomcev.